# Teltow (stad)
Teltow ['tɛlto̹] is een plaats in de Duitse deelstaat Brandenburg, gelegen in de Landkreis Potsdam-Mittelmark. De stad telt 27.097 inwoners. De stad is vernoemd naar de gelijknamige streek Teltow, waarin ze gelegen is, echter maakt ze geen deel uit van de huidige Landkreis Teltow-Fläming. Teltow is direct ten zuiden gelegen van het Groot-Berlijnse district Zehlendorf-Steglitz waar de historische dorpen Lichterfelde en Zehlendorf, aan deze Brandenburgse stad grenzen.

## Geografie
Teltow heeft een oppervlakte van 21,54 km² en ligt in het oosten van Duitsland.

## Demografie
- Ontwikkeling van de bevolking sinds 1875 binnen de huidige grenzen (blauwe lijn: Bevolking; stippellijn: Vergelijking van de ontwikkeling van de bevolking van de deelstaat Brandenburg, Grijze achtergrond: tijdens de nazi-regering, Rode achtergrond: tijdens de communistische regering)
- Recente ontwikkeling van de bevolking (blauwe lijn) en prognoses

| Jaar | Inwoners |
| ---- | -------- |
| 1875 | 2 771    |
| 1890 | 3 364    |
| 1910 | 4 943    |
| 1925 | 6 281    |
| 1939 | 13 309   |
| 1950 | 12 864   |
| 1964 | 13 974   |

| Jaar | Inwoners |
| ---- | -------- |
| 1971 | 16 179   |
| 1981 | 15 809   |
| 1985 | 15 355   |
| 1990 | 15 661   |
| 1995 | 15 576   |
| 2000 | 17 938   |
| 2005 | 19 972   |

| Jaar | Inwoners |
| ---- | -------- |
| 2010 | 22 538   |
| 2015 | 25 483   |
| 2016 | 25 667   |
| 2017 | 25 761   |
| 2018 | 25 825   |
| 2019 | 26 902   |
| 2020 | 27 097   |

Gegevensbronnen worden beschreven in de Wikimedia Commons..

## Plaatsen in de gemeente Teltow (onvolledig)
- Ruhlsdorf

## Afbeeldingen

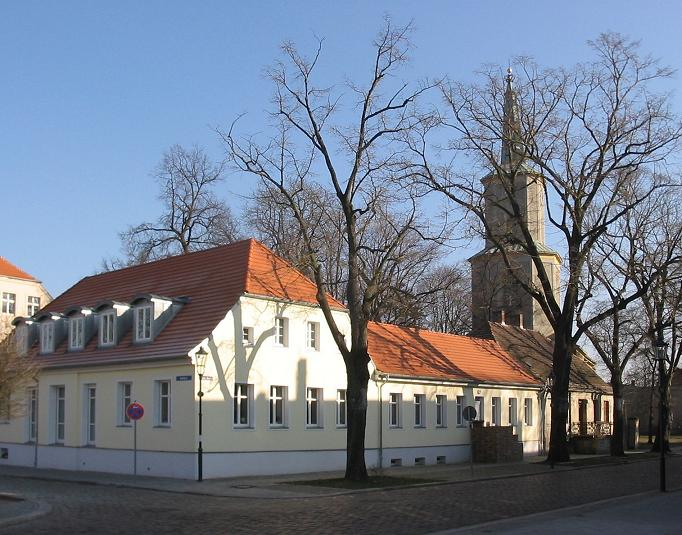
Binnenstad van Teltow, met de Sint-Adreaskerk
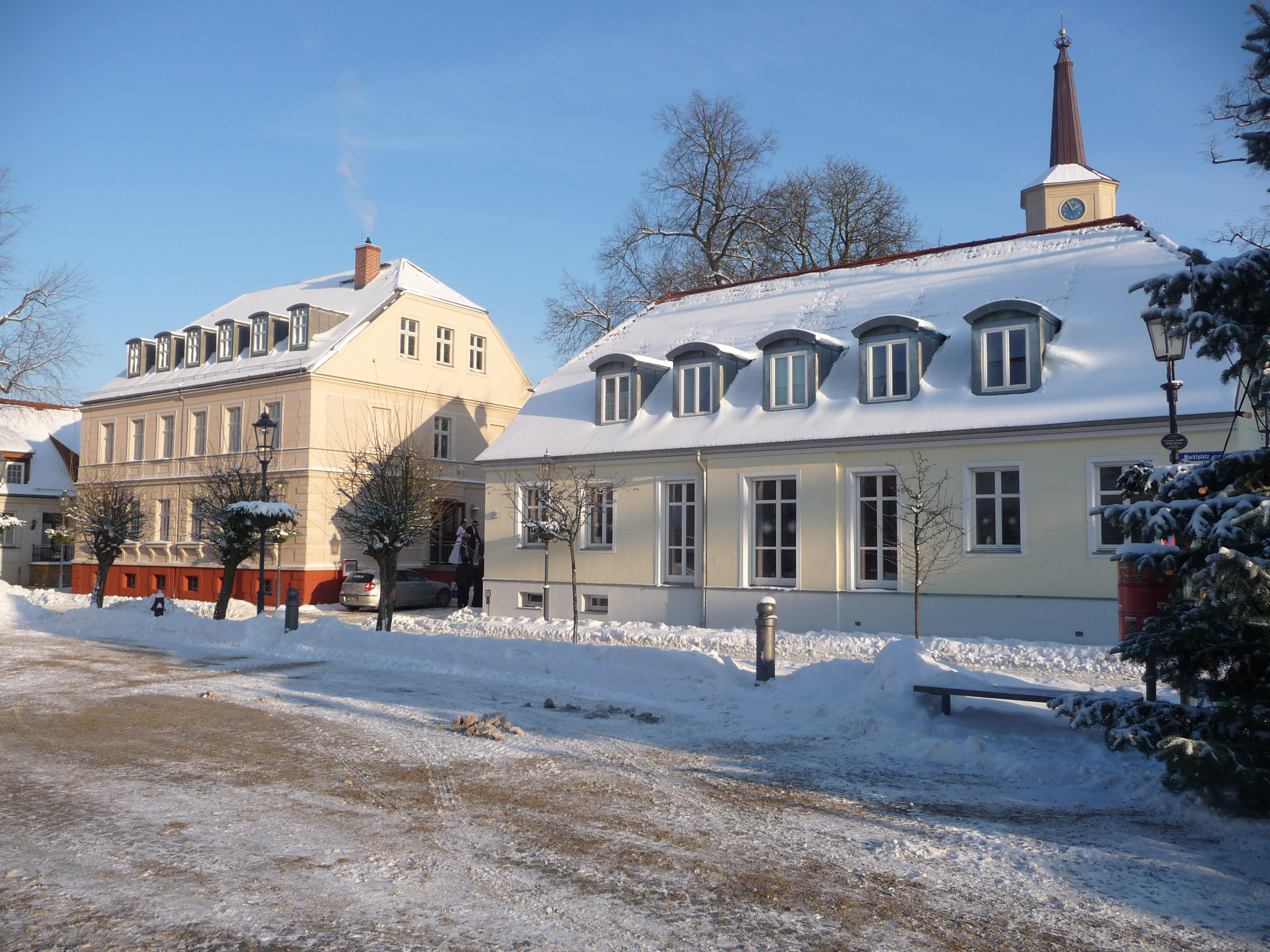
Historisch marktplein
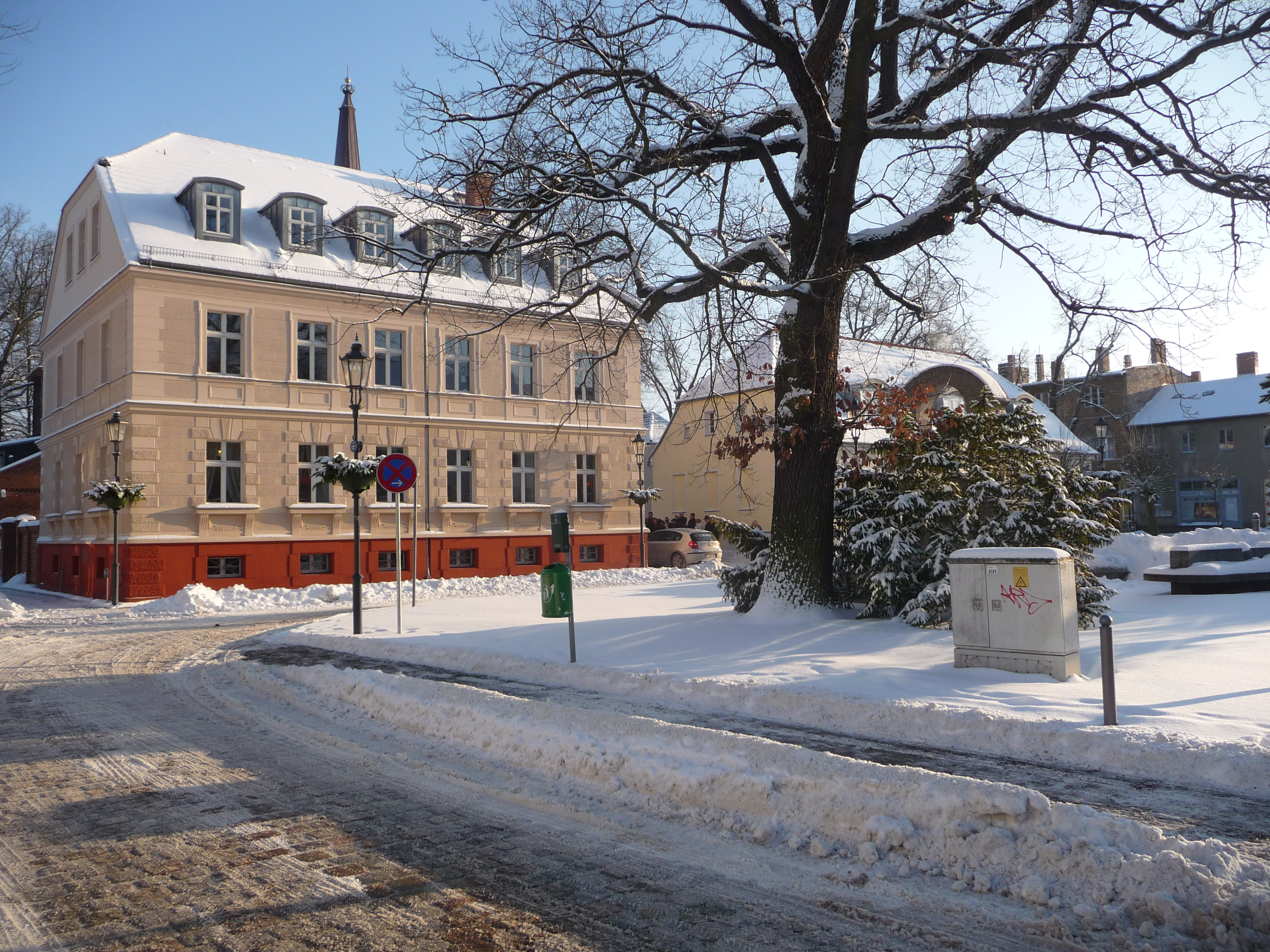
Historisch Stadhuis
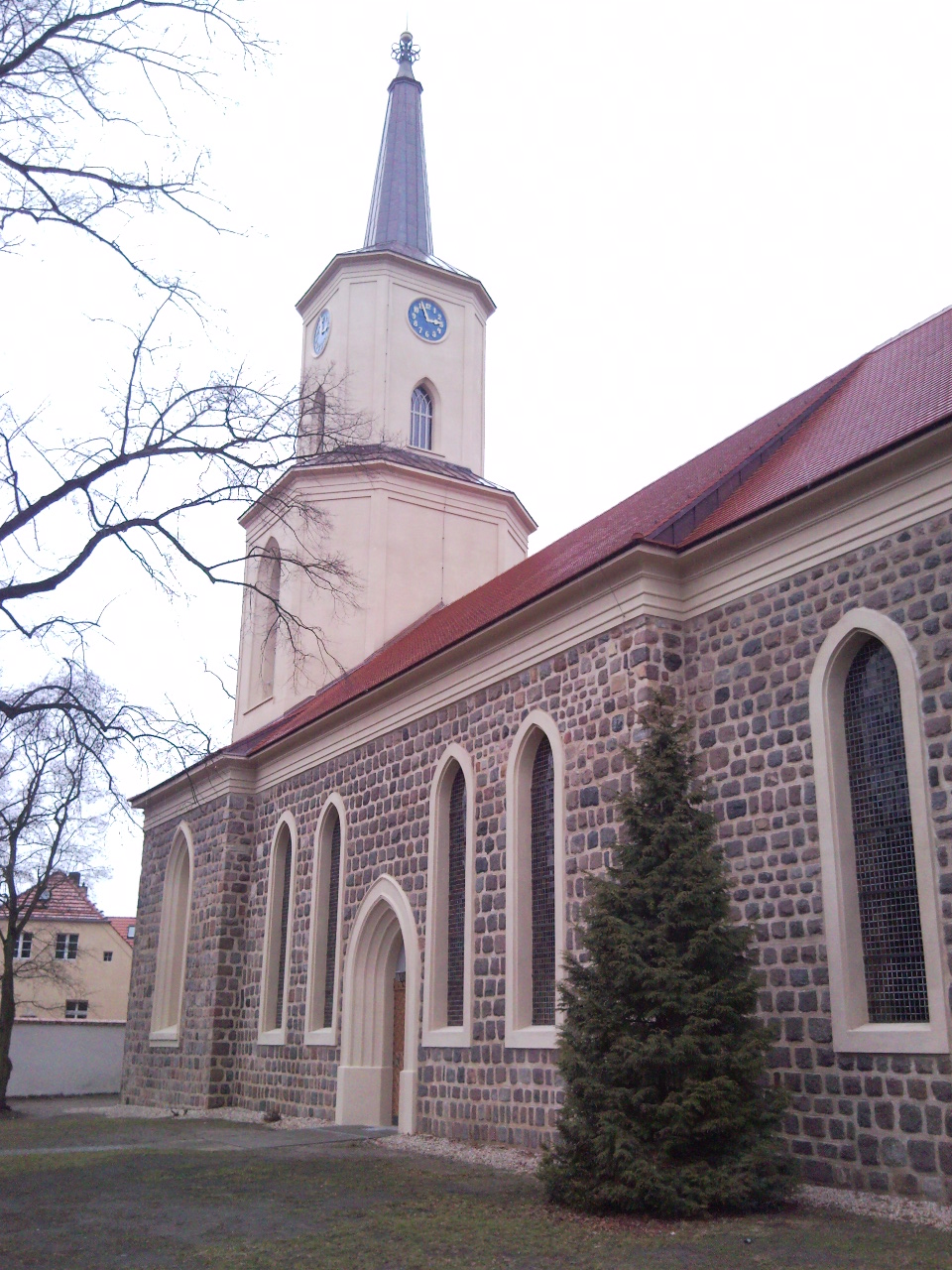
Sint-Andreaskerk
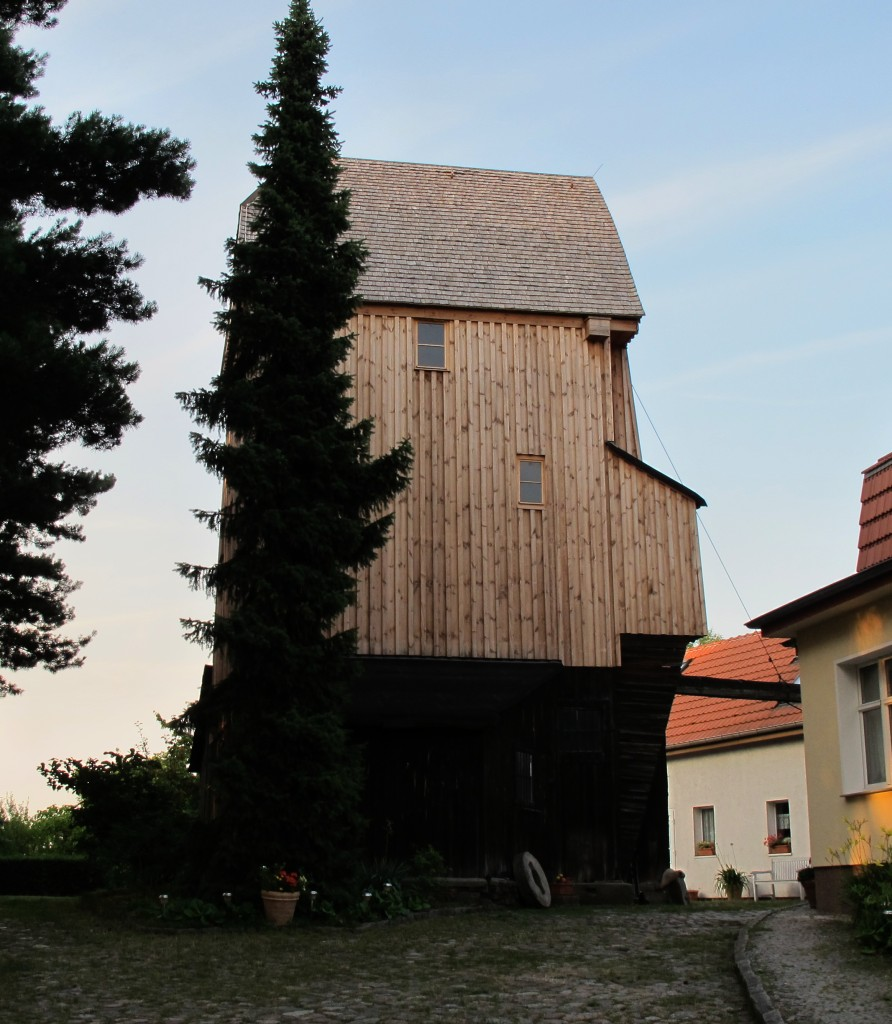
Historische molen
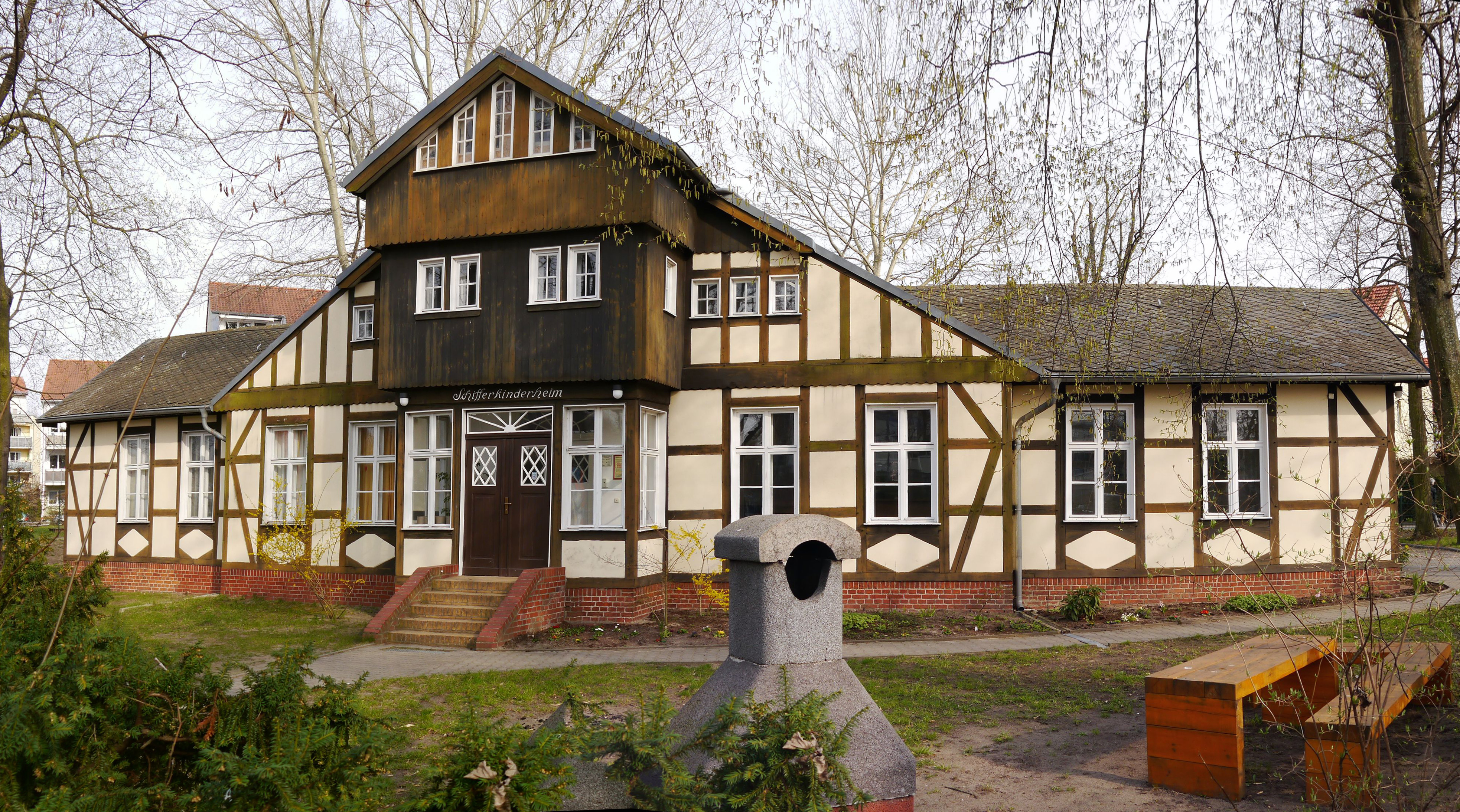
Historisch schoolgebouw
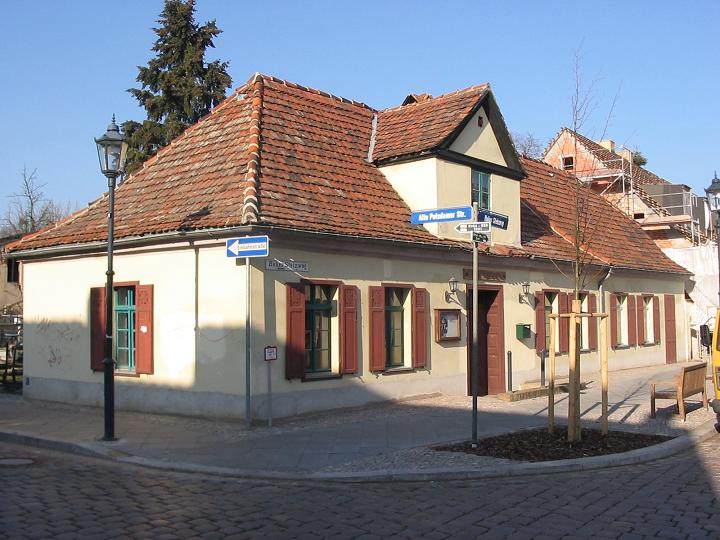
Stadmuseum
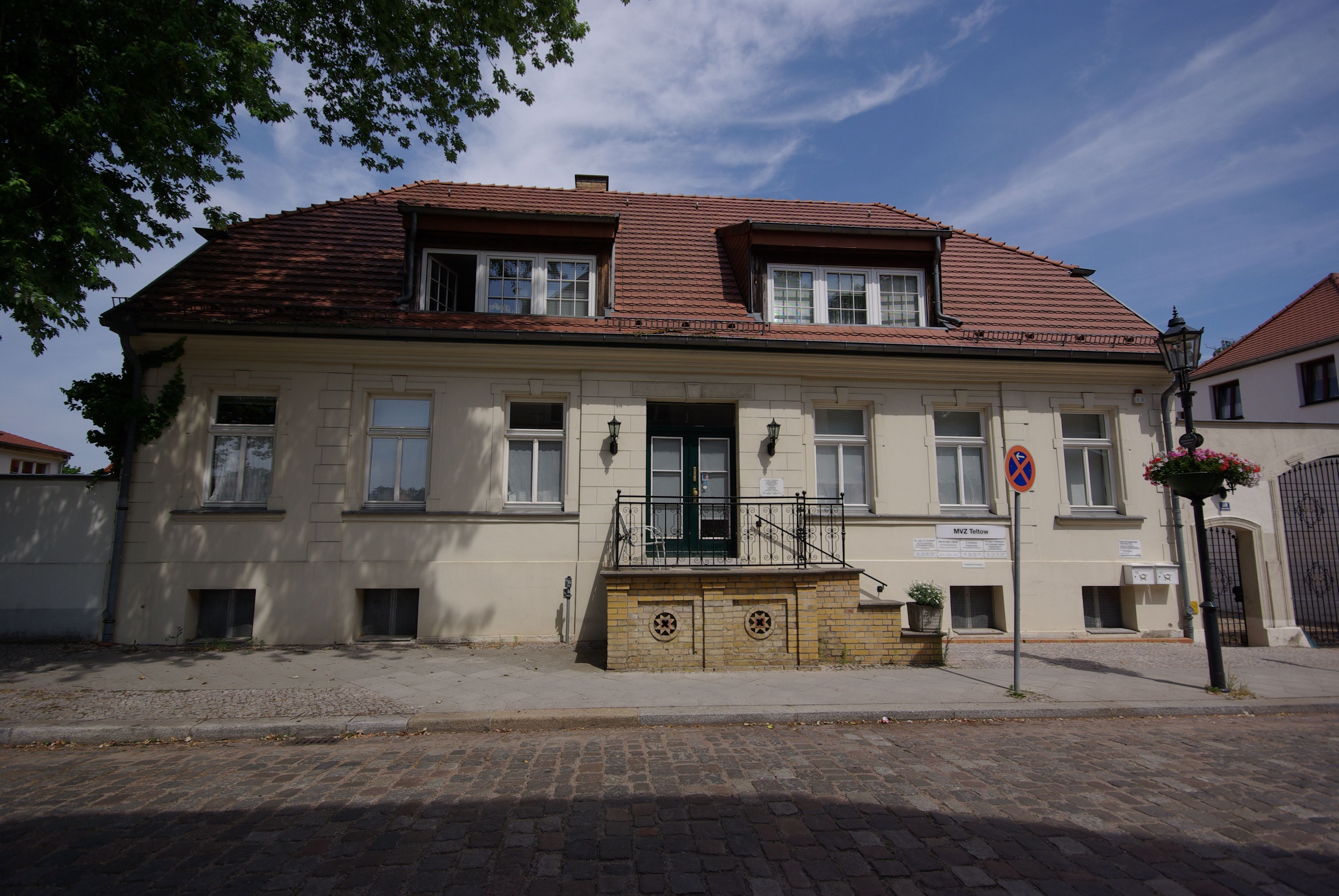
Historische villa
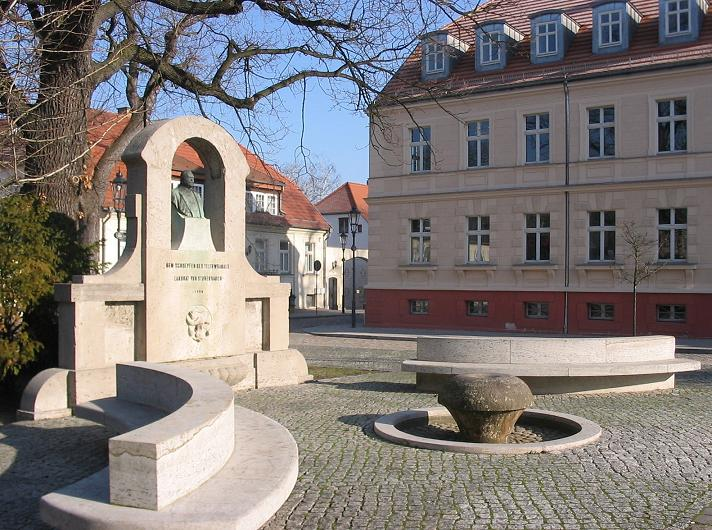
Monument ter ere van Ernst von Stubenrauch die het Teltowkanaal heeft laten graven
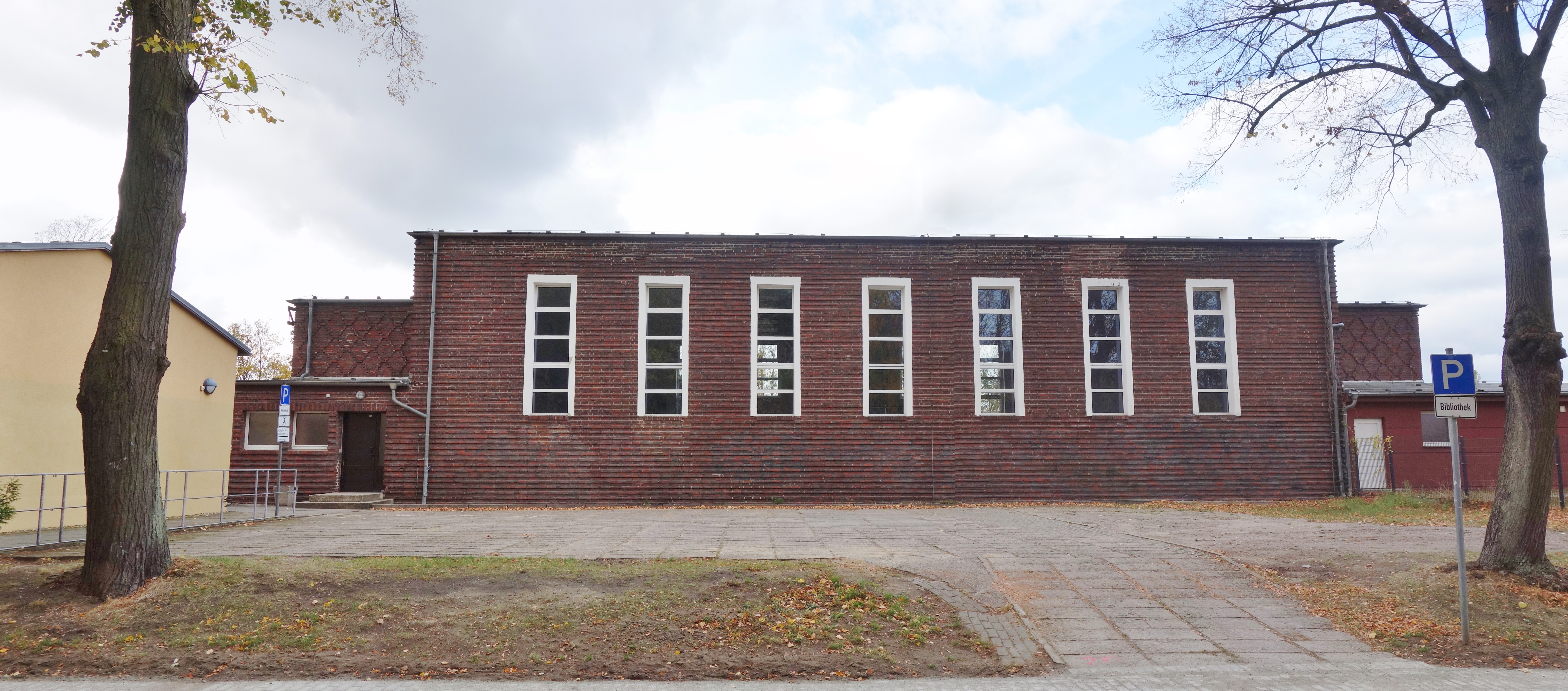
Historische turnhal
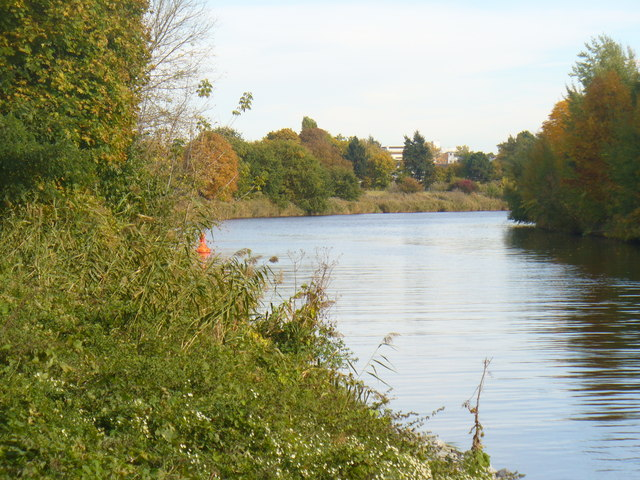
Het Teltowkanaal
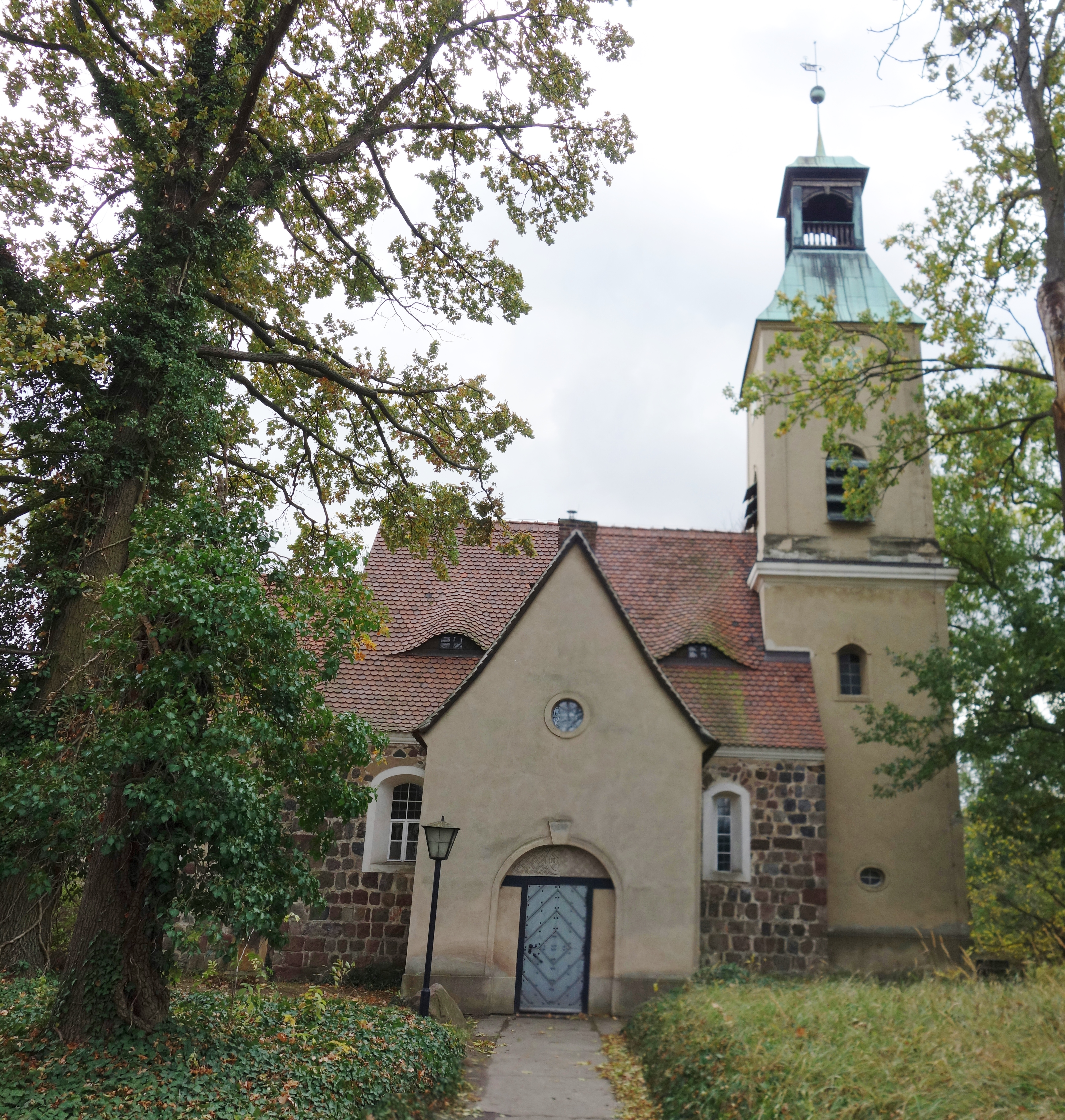
Dorpskerk van Ruhlsdorf bei Teltow

Bad Belzig ·
Beelitz ·
Beetzsee ·
Beetzseeheide ·
Bensdorf ·
Borkheide ·
Borkwalde ·
Brück ·
Buckautal ·
Golzow ·
Görzke ·
Gräben ·
Groß Kreutz (Havel) ·
Havelsee ·
Kleinmachnow ·
Kloster Lehnin ·
Linthe ·
Michendorf ·
Mühlenfließ ·
Niemegk ·
Nuthetal ·
Päwesin ·
Planebruch ·
Planetal ·
Rabenstein/Fläming ·
Rosenau ·
Roskow ·
Schwielowsee ·
Seddiner See ·
Stahnsdorf ·
Teltow ·
Treuenbrietzen ·
Wenzlow ·
Werder (Havel) ·
Wiesenburg/Mark ·
Wollin ·
Wusterwitz ·
Ziesar